# Округа
Окру́га — адміністративно-територіальна одиниця в таких країнах:
- Українська Держава, ЗУНР[1].

У УСРР проіснувала з весни 1923 до 1930 року та була перехідною одиницею від губернії до області.
З 1923 по 1930 рік округа — найвища адміністративно-територіальна одиниця УСРР. Крім того, округи в той час були в Російській СФРР, Білоруській СРР, Закавказькій СФРР, Узбецькій СРР і Туркменській СРР.
На окупованих нацистською Німеччиною територіях СРСР, де було встановлено цивільну адміністрацію (Райхскомісаріат Україна, Генеральна губернія, Райхскомісаріат Остланд тощо), округою називалася адміністративно-територіальна одиниця другого (середнього) рівня, якою керував гебітскомісар.
- США — 47 штатів поділено на 3041 округу.